# Kotku raba
Kotku raba är ett träsk i Estland.   Det ligger i landskapet Järvamaa, i den centrala delen av landet, 70 km sydost om huvudstaden Tallinn.